# 顺义站 (地铁)
顺义站是北京地铁15号线上的一座车站，位于北京市顺义区仁和地区、光明街道、石园街道交界府前中街、府前东街、通顺路交叉口。

## 位置
顺义站位于府前中街－府前东街和光明南街－光明北街交汇处。15号线站台成东西走向。

## 结构

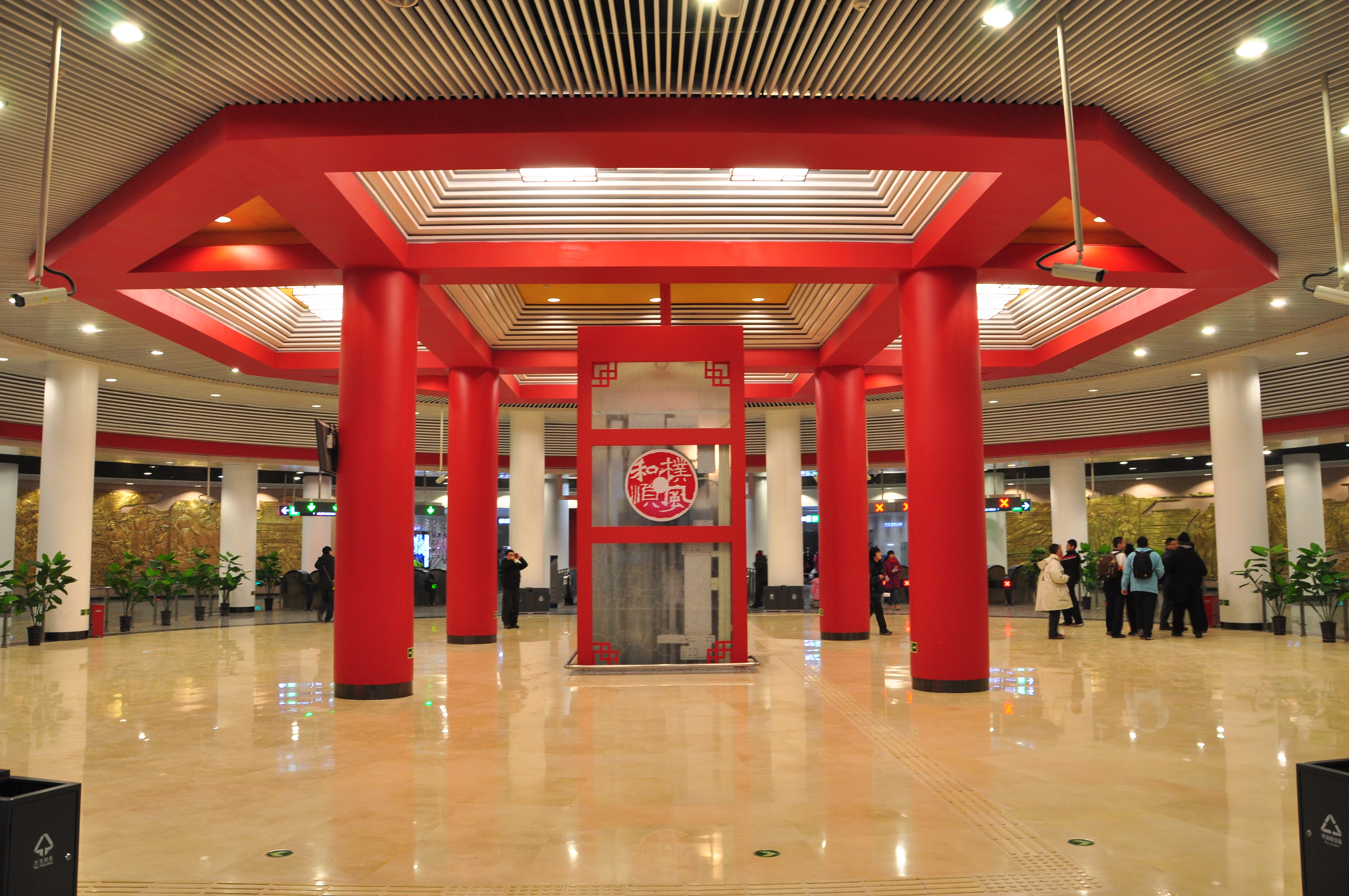
圆形站厅

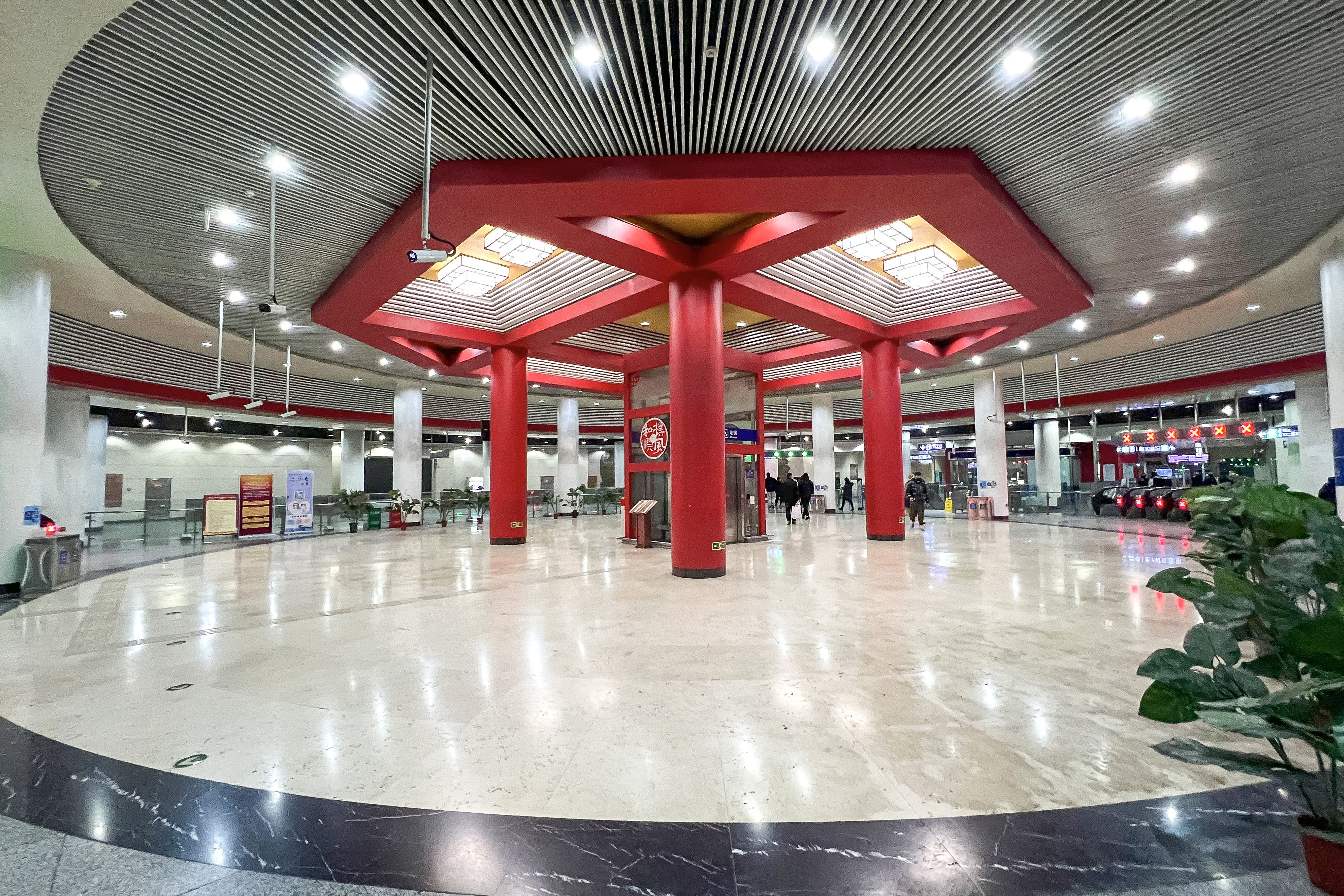
站厅

该站为地下车站。地下一层为站厅层，地下二层为15号线站台，地下三层预留有南北向线路的站台。站厅层为圆形，直径53米。
| 地面层          | 出入口                   | A—D出入口                        |
| 地下一层 站厅层 | 站厅                     | 票务服务、自动售票机、进出站闸机 |
| 地下二层 站台层 |                          | █ 15号线往清华东路西口（石门）   |
| 地下二层 站台层 | 岛式站台，左側開门       |                                  |
| 地下二层 站台层 | █ 15号线往俸伯（終點站） |                                  |

## 出入口
|                       |        |                  |      |            |
| 编号                  | 指示   | 建议前往的目的地 | 照片 | 无障碍设施 |
| 出口 · A              | 府前街 |                  |      | 不適用     |
| 出口 · B              | 府前街 |                  |      | 不適用     |
| 出口 · C · 升降机标志 | 府前街 |                  |      |            |
| 出口 · D              | 府前街 |                  |      | 不適用     |
| 註： 設有             |        |                  |      |            |

## 事故
当地时间2010年7月14日下午4时30分左右，顺义站工地发生渗水事故，造成2名工人死亡，8人受伤。直接经济损失146万元。这起事故中的8名相关责任人被移送司法机关处理。

## 未来发展
R4线一期北段工程计划利用本站预留部分。